# أبو بكر المشهور
أبو بكر العدني ابن علي المشهور (1366 - 1443 هـ) فقيه وأديب ومتصوف ومفكّر وداعية إسلامي يمني. ينتمي إلى أسرة السادة آل باعلوي الحضارمة. ويعتبر من أشهر أعلام مدرسة التصوف العلوية الحضرمية في التاريخ المعاصر. أنشأ عشرات المعاهد التربوية التعليمية في اليمن، ومراكز للدراسات والأبحاث العلمية. وله العديد من المؤلفات والمنظومات والأطروحات الفكرية في مختلف المجالات. وهو الموجه العام لأربطة التربية الإسلامية ومراكزها التعليمية والمهنية في الجمهورية اليمنية، ورئيس جامعة الوسطية الشرعية للعلوم الإسلامية والإنسانية.

## نسبه
أبو بكر بن علي بن أبي بكر بن علوي بن عبد الرحمن بن أبي بكر بن محمد بن علوي بن محمد المشهور بن أحمد بن محمد بن أحمد شهاب الدين الأصغر بن عبد الرحمن القاضي بن أحمد شهاب الدين الأكبر بن عبد الرحمن بن علي بن أبي بكر السكران بن عبد الرحمن السقاف بن محمد مولى الدويلة بن علي بن علوي الغيور بن الفقيه المقدم محمد بن علي بن محمد صاحب مرباط بن علي خالع قسم بن علوي بن محمد بن علوي بن عبيد الله بن أحمد المهاجر بن عيسى بن محمد النقيب بن علي العريضي بن جعفر الصادق بن محمد الباقر بن علي زين العابدين بن الحسين السبط بن علي بن أبي طالب، وعلي زوج فاطمة بنت محمد ﷺ.
فهو الحفيد 37 لرسول الله محمد ﷺ في سلسلة نسبه.

## مولده ونشأته
ولد في شهر رجب عام 1366 هـ بمدينة أحور حاضرة سلطنة العوالق السفلى آنذاك. نشأ في كنف والده علي بن أبي بكر المشهور مفتي مدينة أحور، وحفظ القرآن الكريم على يديه، ونال نصيبا من العلوم الشرعية واللغوية في حلقات والده وفي المدرسة الميمونة ببلدة أحور. تلقى دراسته الابتدائية في مدينتي أحور والمحفد، ومن ثم تلقى دراسته الثانوية في مدينة عدن. وجمع في تعليمه بين التلقي عن الشيوخ وبين التعليم الأكاديمي المعاصر، حيث تخرج من جامعة عدن كلية التربية قسم اللغة العربية. والتحق بسلك التربية والتعليم من شبابه، حيث درَّس في المدرسة الميمونة بأحور، ثم درَّس ببعض مدارس عدن بعد تخرجه من الجامعة.

## انتقاله إلى الحجاز
اضطرته ظروف اليمن في تلك المرحلة إلى السفر إلى الحجاز عام 1400 هـ، وهناك استمر في تلقي العلم على يد عدد من الشيوخ مثل عبد القادر بن أحمد السقاف. وعمل إمامًا وخطيبًا لبعض مساجد جدة خلال فترة وجوده فيها.

## عودته إلى اليمن
عاد إلى وطنه عام 1412 هـ بعد أن تمت الوحدة اليمنية. وأنشأ في نواحٍ عدة من بلاد اليمن العديد من الأربطة الإسلامية والمراكز التعليمية والمهنية، كما وأقام عشرات الدورات الصيفية لطلاب وطالبات المدارس، وأسس (دار الزهراء) لتعليم المرأة، وأقام عدة فروع لها في المحافظات، وأسس (مدرسة الفتيان) لتحفيظ القرآن الكريم، وأسس (مركز الإبداع الثقافي للدراسات وخدمة التراث) وهو مركز بحثي علمي أكاديمي نظم العديد من الندوات والمؤتمرات والتي منها المؤتمر الدولي الذي كان تحت مسمى (الوسطية الشرعية والاعتدال الواعي مدرسة حضرموت أنموذجا) في عام 2010 م ضمن فعاليات تريم عاصمة الثقافة الإسلامية ويقوم المركز بتنظيم الحلقات العلمية والندوات في المناسبات الإسلامية وحوليات علماء الأمة الذين تركوا بصمات في التاريخ. كما أسس منتديات ثقافية منها منتديات وادي حضرموت. ومنحت جامعة عدن شهادة الدكتوراه الفخرية له؛ تقديرًا منها لما قدمه من اجتهادات لإثراء الفكر الإسلامي والإنساني.

## شيوخه
تلقى العلم عن مجموعة من علماء أحور وعدن وحضرموت، وارتحل إلى مصر والشام وغيرها من بلاد العالم الإسلامي، منهم:
| - والده علي بن أبي بكر المشهور - محمد بن سالم البيحاني | - محمد بن علوي المالكي - عبد القادر بن أحمد السقاف | - أبو بكر بن عبد الله الحبشي - أحمد مشهور بن طه الحداد | - محمد بن أحمد الشاطري - عبد الرحمن بن أحمد الكاف |

## أطروحاته
كان مساهما في أطروحاته الفكرية في الساحة الدعوية التي تدعو إلى تجديد ثقافة المسلم، منها:
- إعادة لُحمة ركنية (العلم بعلامات الساعة) كركن رابع إلى أركان الدين الثلاثة: (الإسلام، والإيمان، والإحسان) كما هو مقرر في حديث جبريل، وفقهه الخاص المسمى بـ(فقه التحولات)، وقد تناول هذا الموضوع بتفصيل في كتبه.

- وإضافة (سنّة المواقف) و(سنّة الدلالة) كإضافة محمودة في علم فقه الدعوة تضاف إلى سنّة المصطفى ﷺ القولية والفعلية والتقريرية.

- كما كشف برؤية تحليلية الأسس والمقومات التي قامت عليها مدرسة حضرموت في تاريخها المتتالي بدءًا بموقف المهاجر أحمد بن عيسى في جمع أشتات الأمة على قواسم الإسلام المشتركة، ومرورًا بمواقف الفقيه المقدم في كسر السيف كدلالة على التعايش السلمي.

- دعا أيضًا إلى الجمع بين العلم الأبوي المسند والعلم الأكاديمي الحديث، من خلال ما أسماه بالمثلث المدموج والمعادل الرابع: (التربية، والتعليم، والدعوة إلى الله)، والمعادل الرابع (الاكتفاء الذاتي).

- وأحدث الشيخ المشهور ثورة في تصحيح المقولات المتواترة منها: (العقل السليم في القلب السليم)، و(الغاية تقرر الوسيلة)، و(الإنسان قبل البنيان والمعلم قبل المنهج والتربية قبل التعليم).

## مؤلفاته
له العديد من المؤلفات والرسائل التي تصل إلى أكثر من مئة وسبعون رسالة ومؤلف في الفقه والأدب والتاريخ والسلوك والفكر والشعر، إضافة إلى مجموعة كبيرة من المحاضرات والندوات الصوتية والمرئية المتضمنة المواضيع السلوكية والشرعية، فمن أشهر كتبه:
| - «الأسس والمنطلقات في تحليل غوامض سنة المواقف وفقه التحولات» - «التليد والطارف شرح منظومة فقه التحولات وسنة المواقف» - «الأطروحة» - «الأفق الضيق» - «الاستشراق والتنوير» - «إحياء لغة الإسلام العالمية» - «فقه الدعوة في المرحلة المعاصرة» - «فقه الدعوة للمرأة المسلمة» - «الإحاطة والاحتياط من شبه الوقوع فيما أخبر به عند قرب الساعة من العلامات والأشراط» - «رجال المنابر والمقامات أشد الناس حاجة للأخلاق» - «سياحة في ديوان الإمام الحداد» - «المورد العذب» | - «بكاء القلم» - «السباعيات» - «نفثات من الشعر الحديث» - «إحياء منهجية النمط الأوسط من بقية السيف وسادة الصلح» - «دراسة عن الشاعر حسان بن ثابت» - «دوائر الإعادة ومراتب الإفادة» - «الطرف الأحور في تاريخ مخلاف أحور» - «لوامع النور» تراجم لنخبة من أعلام حضرموت - «النبذة الصغرى في معرفة علامات الساعة الكبرى والوسطى والصغرى» - «اللطائف في أدب العوارف» - «شرح بداية الهداية» للإمام الغزالي - «الفنجان في بيان عجائب الإنسان العدني» - «سلسلة أعلام مدرسة حضرموت» |

## وفاته
توفي في إحدى مشافي العاصمة الأردنية عمّان ظهر يوم الأربعاء الثامن والعشرين من شهر ذي الحجة سنة 1443 هـ الموافق للسابع والعشرين من شهر يوليو عام 2022 م بعد تعب ألمّ به وهو في اليمن سافر على إثرها للأردن لإجراء الفحوصات اللازمة. وتم نقل جثمانه إلى اليمن في مساء يوم الخميس، وشيع إلى مثواه الأخير صباح يوم الجمعة بمقبرة زنبل بتريم التي أوصى أبو بكر المشهور بدفنه فيها. وقد شارك في تشييع الجثمان عدد كبير من العلماء والدعاة وطلبة العلم وعدد من القيادات العسكرية والأمنية وقيادات السلطة المحلية وجمع غفير من المواطنين. كما أقيمت صلاة الغائب في العديد من المدن والدول مثل إندونيسيا ومصر والسعودية والهند وكينيا وسيرلانكا وماليزيا وتنزانيا ودول أخرى.